# Lencse László
Lencse László (Győr, 1988. július 2. –) többszörös magyar utánpótlás válogatott labdarúgócsatár. 2007-től 2009-ig, majd 2017 és 2020 között az MTK Budapest játékosa volt. Kétszeres magyar bajnok (MTK: 2008, Videoton: 2011). Az NB III-as Balatonfüred játékosa.

## Pályafutása

### Klubcsapatokban
Lencse több MTK-s fiatallal egyetemben Győrből került fel. 2007-ig az utánpótláscsapatokban játszott, s 18 évesen gólkirálya lett az U19-es kiemelt bajnokságnak 2006-ban. Ezután a ligacsapatban játszott. 2007 augusztusában Hrepka Ádám külföldre igazolása miatt került fel a felnőtt keretbe, s 2007. augusztus 10-én a DVTK (2-2) ellen debütált az élvonalban. A 2007/08-as idényben összesen három mérkőzésen jutott szóhoz és csapatával megnyerte a magyar bajnokságot. Az MTK II csapatában rendszeresen lehetőséget kapott és feljutott az NB2-be.
A következő idényben már főként a felnőtt csapatnál számoltak vele. Huszonkét mérkőzésen lépett pályára az első osztályban, és három gólt rúgott. A bajnokság végén hetedik lett a csapatával. A másodosztályban öt mérkőzésen így is pályára lépett, és két gólt szerzett.
2009 januárjában tagja volt az Összefogás Napja alkalmából megrendezett teremtornán győztes MTK csapatának.
A 2009/10-es szezonban az őszi idény során kilenc gólt szerzett. Ehhez tizennégy mérkőzés elegendő volt. Duplázott a Haladás és a Kaposvár ellen is. A bajnokság szünetében, az átigazolási időszakban sokáig úgy volt, hogy az izraeli Makkabi Haifához igazol, de végül a Videoton játékosa lett. 2012. június 30-áig írt alá a fehérváriakhoz.

#### Kecskemét
2011 augusztusában a holland ADO Den Haag-nál járt próbajátékon, miután a dán FC Nordsjælland-nál járt próbajátékon, de nem igazolták le. Nem sokkal később kiderült, hogy nem igazol Hollandiába. A 2011-2012-es szezon elején kölcsönben a Kecskeméti TE csapatához került.
2012. szeptember 10-én debütált a bajnokságban a Vasas SC ellen, ahol rögtön gólt szerzett. A Zalaegerszeg elleni 1-1-es döntetlent hozó mérkőzésen megszerezte második gólját is a bajnokságban. Harmadik bajnokiján is eredményes volt a Ferencvárosi TC elleni 1-0-ra megnyert mérkőzésen. Novemberben a BFC Siófok és a Kaposvári RFC ellen bizonyult 1-1-szer eredményesnek. Következő góljáig egészen 2012 márciusáig kellett várni. A Pécsi MFC ellen 2-1-re elvesztett hazai mérkőzésen. A Budapest Honvéd ellen mesterhármast szerzett, ezzel csapatának 3 pontot megszerezve.
A Szombathelyi Haladás és a Vasas SC, valamint a Zalaegerszeg ellen is eredményes volt. A Győri ETO FC ellen duplázott, valamint egy gólpassz is került a neve mellé. Az utolsó fordulóban a BFC Siófok ellen góllal búcsúzott a kecskeméti együttestől. A kecskeméti csapatban 15 gólt szerzett, a szezon végeztével visszarendelték a Videotonhoz.

#### Hapoel Ironi Kiryat Shmona
A Győri ETO szerette volna leigazolni Lencsét, de az átigazolás meghiúsult. Képbe került a Diósgyőri VTK együttesénél is. 2012. július 31-én a izraeli bajnok Hapoel Ironi Kiryat Shmona csapatához szerződött, 1+2 évre.
2012. augusztus 1-jén debütál a Bajnokok Ligája selejtezőjében a Neftchi Baku ellen csereként. Egy héttel később a visszavágón már gólt is jegyzett. A 65. percben állt be az Ironiba, majd a 91. percben volt eredményes. Augusztus 26-án az izraeli rangadón a Beitar Jeruzsálem ellen csapata második gólját szerezte, a mérkőzést Lencséék nyerték meg 3-2-re. Két nappal később a Bajnokok Ligája selejtezőjében kapufás szabadrúgás-gólt szerzett a Bate Bariszav ellen.

#### Újpest
2016 telén Lencse kölcsönbe szerződött az Újpest FC-hez, hogy a távozó, 11 bajnoki gólig jutó Mbaye Diagne-t pótolja. Első mérkőzését volt csapata, a Videoton ellen játszotta a lila-fehéreknél, ahol Kylian Hazard győztes találatát készítette elő. Első gólját a Debreceni VSC elleni bajnoki meccs alkalmával szerezte.

#### MTK
2017. június 16-án visszatért a kék-fehér klubhoz. Összesen kilenc éven át tartozott a klub és az akadémia kötelékébe.

#### Gyirmót FC Győr
2020. december 29-én két és fél éves szerződést kötött a klubbal. Tizenhat NB II-es mérkőzésen tizenegy alkalommal volt eredményes a szezon második felében és feljutáshoz segítette a Gyirmótot. A NB I 2021-2022-es idényének első felében nem volt eredményes.

#### Haladás
2022. január 6-án a másodosztályban szereplő Szombathelyi Haladáshoz írt alá.

### Balatonfüred
A szombathelyi klubtól 2024 nyarán távozott, majd az osztrák alsóbb ligában szereplő Lockenhaus-Rattersdorf játékosa lett, ezt követően pedig 2025 februárjában az NB III-ban szereplő Balatonfüred játékosa lett.

### A válogatottban
2006 óta tagja a különböző korosztályos válogatottaknak. Előbb az U19-es csapatban, majd az Egervári Sándor által irányított U21-es gárdában szerepelt. Bernd Storck szövetségi kapitánytól meghívót kapott a 2016. május 20-ai Elefántcsontpart elleni mérkőzésre készülő válogatott keretébe.

## Sikerei, díjai
MTK Budapest
- Magyar bajnok: 2008

 Videoton
- Magyar bajnoki ezüstérmes: 2010
- Magyar bajnok: 2011